# Prescott Bush
Prescott Sheldon Bush (Columbus (Ohio), 15 mei 1895 – New York, 8 oktober 1972), was een Amerikaans senator en bankier op Wall Street. Zowel zijn zoon George H.W. Bush als kleinzoon George W. Bush zijn later president van de Verenigde Staten geworden.

## Jeugd, studie en vroege carrière
Bush was de zoon van Samuel Prescott Bush en Flora Sheldon Bush. Het gezin bestond uit vijf kinderen. Van 1908 tot 1913 zat hij op de St. George's School net buiten Newport. In 1913 schreef hij zich als student in aan de Yale-universiteit. In 1917 behaalde hij zijn diploma.

## Militaire dienst
Na zijn afstuderen diende Bush als artilleriekapitein voor het Amerikaanse leger (1917-1919) in de Eerste Wereldoorlog. Hij was gestationeerd in Verdun, Frankrijk.

## Carrière
Na zijn ontslag in 1919, werd hij werkzaam bij het bedrijf Keen Kutter in St. Louis, Missouri. In 1923 werkte Bush voor Hupmobile en daarna voor het bedrijf Stedman Products. In 1924 werd Prescott Bush vicevoorzitter van investeringsbank A. Harriman & Co. Bush werd in 1931 partner van de zakenbank nadat deze fuseerde met Brown Brothers & Company. 
In 1925 sloot Bush zich aan bij de United States Rubber Company. Vanaf 1932 zat Bush in de raad van bestuur van CBS. Van 1944 tot 1956 was Prescott Bush lid van de Yale Corporation, het belangrijkste bestuursorgaan van Yale.
Bush was een van de zeven directeuren van de investeringsbank Union Banking Corporation. Daar bleef hij tot 1943.

## Politiek
Bush was politiek actief met betrekking tot sociale thema's. Zo was hij vanaf 1942 betrokken bij een organisatie voor geboortebeperking en in 1951 een organisatie voor het fondsen werven voor zwarte studenten.
Hij was senator van 1953 tot 1963. Een van zijn speerpunten was overstromings- en orkaanbescherming.

## Persoonlijk leven
Prescott Bush trouwde met Dorothy Walker op 6 augustus 1921 in Kennebunkport, Maine. Ze kregen vijf kinderen: Prescott Bush Jr., George H.W. Bush, Nancy Bush, Jonathan Bush en William "Bucky" Bush.

## Kritiek
In diverse media zijn er berichten verschenen over het feit dat bedrijven waar Bush leiding over had of zaken mee deed, winst maakten en financiële steun verleende aan de opkomst van het Derde Rijk. Daarbij worden Fritz Thyssen en een bank in Rotterdam genoemd.
Prescott werd een van de zeven directors van de basis in New York van UBC (Union Banking Corporation), via schoonvader George Herbert Walker. BBH (Brown Brothers Harriman van Averell Harriman) was de basis in de VS van de Duitse industrieel Fritz Thyssen, die de grootste staal en kolen maatschappij in Duitsland bezat en rijk werd door Hitlers pogingen tot herbewapening tussen de wereldoorlogen. Knight Woolley was Prescotts vriend en collega 'bonesman' (lid van Skull and Bones) en partner in BBH. UBC werkte voor en was van een door Thyssen gecontroleerde bank in Nederland (Bank voor Handel en Scheepvaart in Rotterdam, van baron Heinrich Thyssen, H.J. Kouwenhoven was er managing director). Fritz Thyssen, vanaf 1931 lid van de nazipartij (eind jaren 1930 nam hij meer afstand van Hitler), kocht in 1928 Barlow Palace aan de Brienerstrasse in München, wat Hitlers Brown House werd, het hoofdkwartier van de nazi's. Het geld kwam van de Nederlandse bank van Thyssen. Prescott bleef voor UBC werken, ook nog acht maanden nadat de VS aan de oorlog deelnam. De UBC, opgezet als Amerikaanse bank voor de Thyssens, Duitslands machtige industriële familie, financierde deels Hitlers opkomst. Prescott was verbonden aan CSSC (Consolidated Silesian Steel Company) aan de Duits Poolse grens, dat gebruik maakte van nazi-slavenarbeid uit de concentratiekampen, waaronder Auschwitz. Daarom klaagden overlevenden later de Bush familie aan. Friedrich Flick bezat twee derde van CSSC, Amerikanen de rest. Problemen begonnen 30 juli 1942 voor Prescott met een artikel in de New York Herald Tribune, getiteld "Hitler's Angel Has $3m in US Bank", APC begon een onderzoek en in de herfst van 1942 werden assets in beslag genomen onder de Trading with the Enemy Act. Eind van de oorlog schijnt Prescott bezittingen hebben terug kunnen krijgen en/of kunnen verkopen.
Verder wordt Prescott Bush verantwoordelijk gehouden voor de roof van het graf van Apache indiaan Geronimo ten behoeve van het geheim genootschap Skull and Bones.
Prescott Bush werd in verband gebracht met een vermeende couppoging van vooraanstaande zakenlieden in 1934 om de regering van Franklin Delano Roosevelt omver te werpen (het Business Plot), wat onthuld werd door generaal-majoor Smedley Butler, die door hen vooruitgeschoven zou zijn geworden als dictator van de Verenigde Staten.
- Gemeinsame Normdatei: 130531804
- International Standard Name Identifier: 0000 0000 3907 5182
- Library of Congress Control Number: n2002047710
- National Archives and Records Administration: 10612034
- SNAC: w6ff424g
- Biographical Directory of the United States Congress: B001167
- Virtual International Authority File: 62658158
- WorldCat: E39PBJy8rXq7rYvhmwbwHFJMT3